# درازگودال آلیوتی

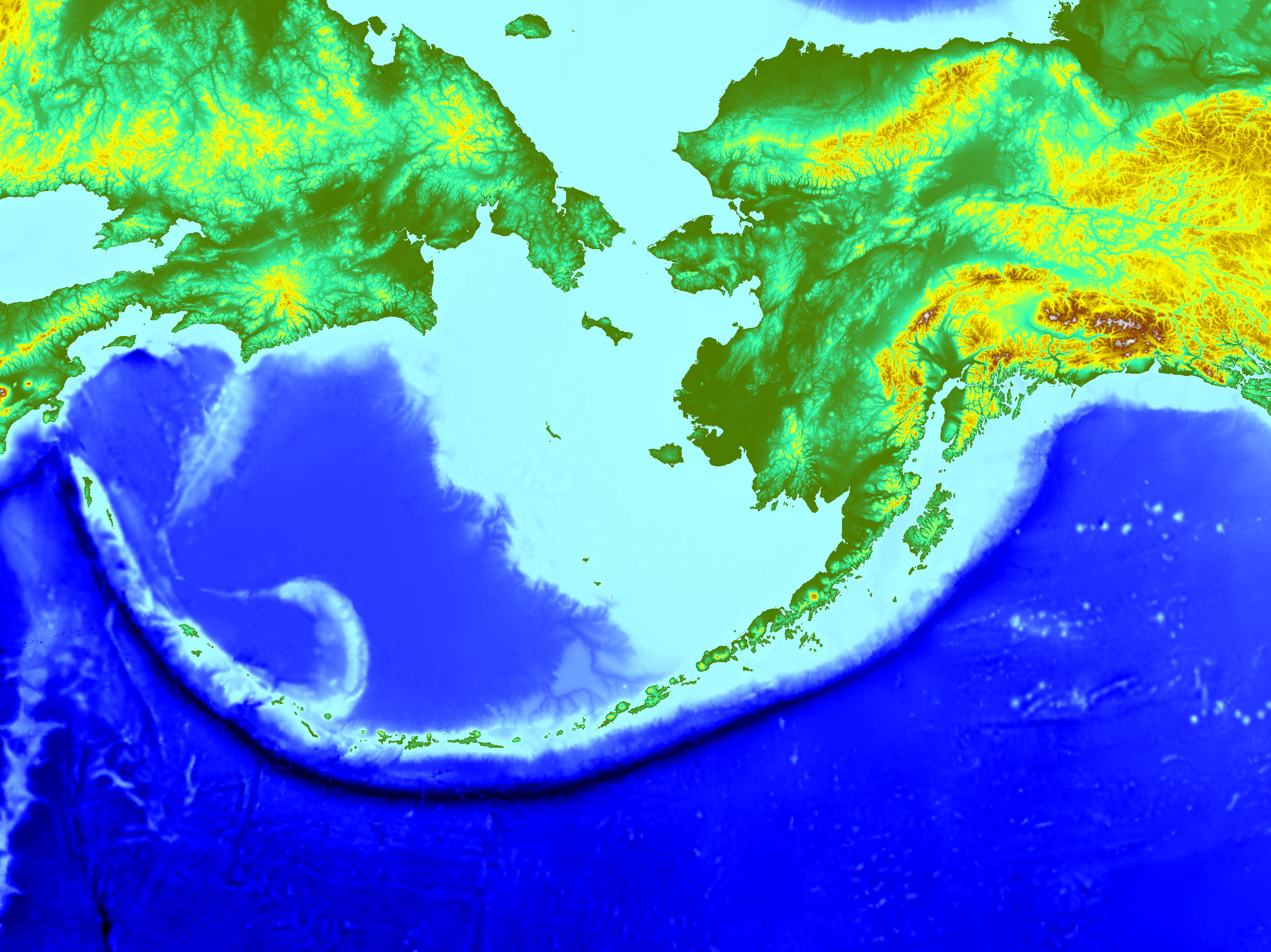
نقشه درازگودال آلیوتی.

درازگودال آلیوتی (انگلیسی: Aleutian Trench) یک درازگودال اقیانوسی در امتداد مرز همگرایی است که در راستای خط ساحلی جنوب آلاسکا و جزایر آلیوتی کشیده شده است. این درازگودال به طول ۳٬۴۰۰ کیلومتر از پیوستگاه سه‌گانه در غرب و گسل اولاخان و انتهای شمالی درازگودال کوریل-کامچاتکا تا پیوستگاهی در انتهای شمالی گسل ملکه شارلوت در شرق ادامه دارد. درازگودال آلیوتی در شرق به عنوان درازگودال حاشیه‌ای طبقه‌بندی شده و در راستای حاشیه قاره امتداد دارد.